# Weißschwanz-Gebirgswühlmaus
Die Weißschwanz-Gebirgswühlmaus (Alticola albicauda) ist ein in Zentralasien verbreitetes Nagetier in der Unterfamilie der Wühlmäuse. Die Population wurde zeitweilig als Synonym der Royle-Gebirgswühlmaus (Alticola roylei) geführt. Zusätzlich treten in älteren Abhandlungen verschiedene Schreibweisen des wissenschaftlichen Namens auf.

## Merkmale
Mit einer Kopf-Rumpf-Länge von 101 bis 108 mm und einer Schwanzlänge von 28 bis 32 mm ist die Art klein verglichen mit anderen Gattungsmitgliedern. Gewichtsangaben fehlen. Das recht weiche Fell der Oberseite wird aus bis zu 15 mm langen Haaren gebildet. Es hat eine graue Farbe mit rostroter Tönung, während die Unterseite hellgrau ist. Der Schwanz ist dicht mit den namensgebenden weißen bis hellgrauen Haaren besetzt und er besitzt an der Spitze eine Quaste. Im Gebiss fehlen den Molaren die Wurzeln. Bei Weibchen kommen acht paarig angeordnete Zitzen vor.

## Vorkommen und Lebensräume
Die Weißschwanz-Gebirgswühlmaus konnte nur in zentralen Bereichen der Region Kaschmir registriert werden. Vermutlich reicht ihr Verbreitungsgebiet weiter nach Osten. Die Art lebt in Gebirgen und auf Hochebenen zwischen 3600 und 4250 Meter Höhe. Die Landschaft ist felsig mit vereinzelten Büschen und flachem Bewuchs. Weitere Informationen zur Lebensweise fehlen.
Da der politische Status Kaschmirs umstritten ist, finden so gut wie keine Feldforschungen statt. Die Art wird von der IUCN mit ungenügende Datenlage (data deficient) gelistet.